# Mont Amundsen
Le mont Amundsen est un nunatak situé en Antarctique, à l'est du glacier Denman et à 18 km au nord-est du mont Sandow.
Découvert au cours de l'expédition antarctique australasienne (1911-1914), il a été nommé par Douglas Mawson en l'honneur de l'explorateur norvégien Roald Amundsen.